# Václav Mencl
Václav Mencl, né le 16 janvier 1905 à Pilsen et décédé le 28 juillet 1978 à Sušice, est un architecte spécialisé dans la conservation du patrimoine architectural principalement en Slovaquie. Il a laissé derrière lui une importante bibliographie concernant l’architecture gothique et baroque en Slovaquie et République tchèque.